# Richard Neville, 16:e earl av Warwick
Richard Neville, 16:e earl av Warwick, född 1428, död 14 april 1471, var även känd som Warwick Kungamakaren.
Neville var den rikaste mannen i England utanför kungafamiljen, och han använde sin makt och rikedom till att avsätta Henrik VI av huset Lancaster och hjälpa  Edvard IV av huset York) till makten, för att senare avsätta honom och återinsätta Henrik VI.

## Biografi
Warwick var äldste son till Richard Neville, 5:e earl av Salisbury och Alice Montagu, grevinna av Salisbury. 
Hans yngre bror var John Neville, markis av Montagu och under en kort tid earl av Northumberland. 
Han gifte sig med Anne de Beauchamp, dotter till Richard de Beauchamp, 13:e earl av Warwick och syster till Henry de Beauchamp, 1:e hertig av Warwick, 14:e earl av Warwick. Då hertigen dog ärvdes earldömet av dottern Anne, som då var ett spädbarn, och Neville fick det efter hennes död genom äktenskapet med hennes faster. 
Han var earl av Salisbury i egen rätt och earl av Warwick jure uxoris. Han var en nyckelperson under Rosornas krig.